# Temporada 2010 del fútbol femenino chileno
La Temporada 2010 del fútbol femenino chileno abarca todas las actividades relativas a campeonatos de fútbol profesional, nacionales e internacionales, disputados por las ramas femeninas de los clubes chilenos, y por las selecciones nacionales de este país, en sus categorías femeninas, durante 2010. 

## Torneo local

### Primera División

#### Campeón
| Campeón Colo-Colo 1º título |

### Copa Chile

#### Campeón
| Campeón Everton de Viña del Mar 2º título |

## Torneos internacionales

### Copa Libertadores Femenina
El representante chileno fue:
- Everton: Subcampeón.

### Selección nacional

#### Selección adulta
| Fecha       | Lugar                                              | Rival     | Marcador | Competencia       | Goles Anotados       |
| ----------- | -------------------------------------------------- | --------- | -------- | ----------------- | -------------------- |
| 13 de enero | Estadio Francisco Sánchez Rumoroso Coquimbo, Chile | Colombia  | 1 - 1    | Copa Bicentenario | María José Rojas 38' |
| 15 de enero | Estadio Francisco Sánchez Rumoroso Coquimbo, Chile | Japón     | 1 - 1    | Copa Bicentenario | María José Rojas15'  |
| 19 de enero | Estadio Francisco Sánchez Rumoroso Coquimbo, Chile | Argentina | 0 - 0    | Copa Bicentenario |                      |
| 23 de enero | Estadio Francisco Sánchez Rumoroso Coquimbo, Chile | Dinamarca | 0 - 0    | Copa Bicentenario |                      |

## Variantes

### Fútbol playa

#### Torneo oficial
El primer Campeonato Oficial de fútbol playa femenino de Chile organizado por la ANFP se disputó entre los días  de 2010 en la ciudad de Viña del Mar